# 大穆巴拉克省
大穆巴拉克省（阿拉伯语：مبارك الكبير），是科威特的一個省，位於該國中部，東臨海。面積100平方公里。2007年年底人口210,599人。首府大穆巴拉克。下分10區。